# 科学史 (1513年)
科学史上的1513年发生了众多事件，本条目撷取其中部分罗列如下：

## 制图学

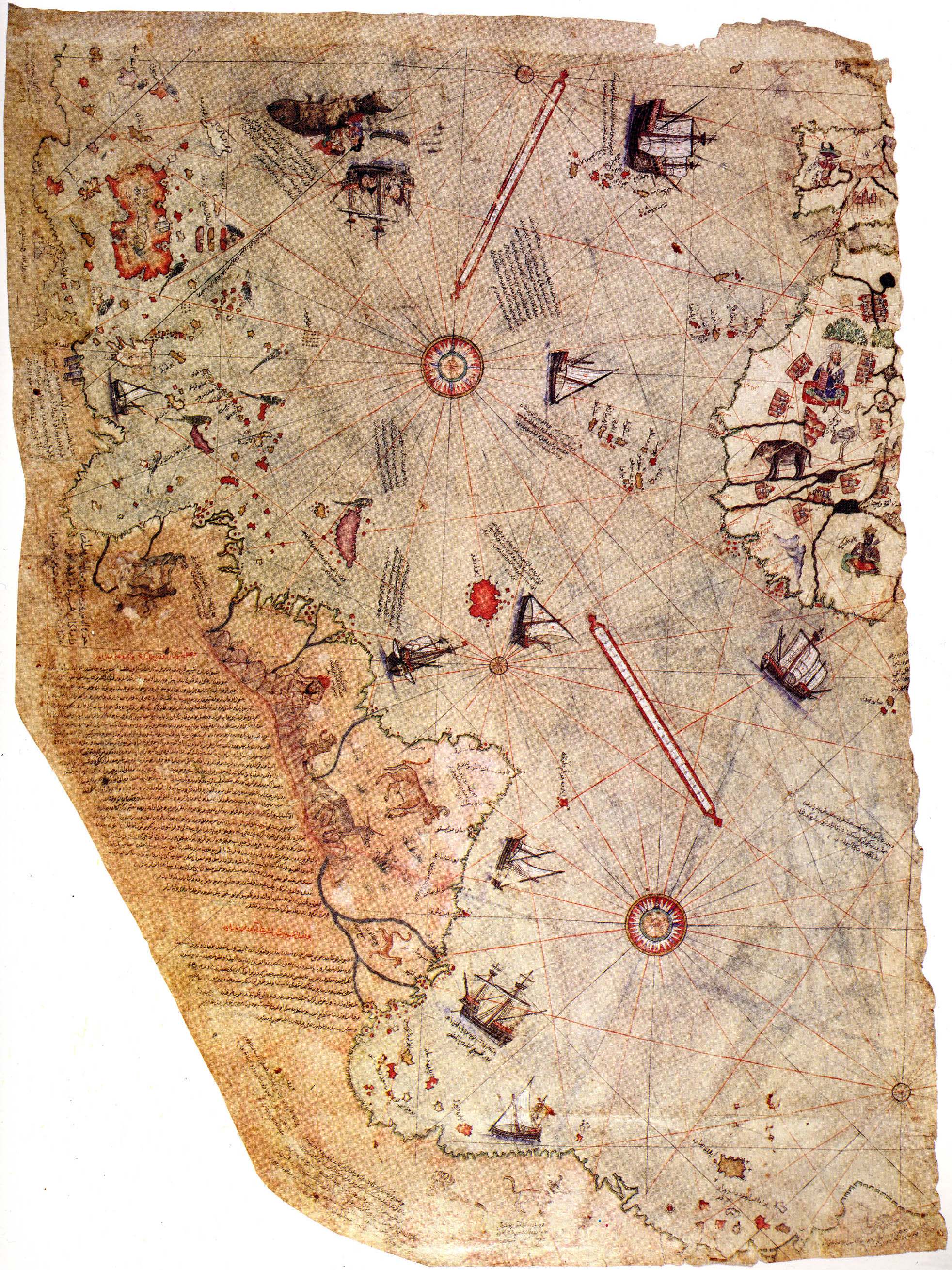
现今仅存的皮瑞雷斯地圖残片。

- 奥斯曼帝国军事情报机构制图师皮瑞雷斯绘制完成了一幅前现代世界地图——皮瑞雷斯地圖。

## 航海
- 3月27日，胡安·庞塞·德莱昂成为第一个发现佛罗里达（现美国领土）的欧洲人，但他当时却误以为这是另一座岛屿。胡安·庞塞·德莱昂在4月2日探索了这片陆地。[1]
- 5月，葡萄牙探险家欧维士抵达中国（时为明朝正德八年），并登上广东承宣布政使司（现广东省）伶仃洋上的內伶仃島。[1]
- 9月26日，西班牙探险家瓦斯科·努涅斯·德·巴尔沃亚成为第一个看到那片后来被称为太平洋的大洋的欧洲人，他曾写道“在达连一个山头上，我静伫着”（"Silent, upon a peak in Darién"）。[1]
- 葡萄牙人登上安汶岛（现印度尼西亚领土）。
- 德国天文学家约翰内斯·施特夫勒（Johannes Stöffler）所著关于星盘的专著《星盘的构造与使用说明》（Elucidatio fabricae ususque astrolabii）在奥彭海姆出版。

## 生理学和医学
- 德国医生尤里卡乌斯·罗斯林（Eucharius Rösslin）出版了《玫瑰园》（Der Rosengarten），这是一本主要为助产士编写的德文产科学手册。这本手册随后在欧洲被广泛地翻译和流传。

## 诞生
- 雅克·达利雄（Jacques Daléchamps），法国医生及植物学家（1588年卒）

## 逝世
- 伊本·加齐·阿尔·梅克内斯（Ibn Ghazi al-Miknasi），摩洛哥数学家（1437年生）
- 华燧，中国金属活字印刷的先驱（1439年生）